# Meloinae
Sous-famille
Les Meloinae sont une sous-famille d'insectes de l'ordre des coléoptères.

## Systématique
La famille des Meloidae a été décrite par l'entomologiste britannique Leonard Gyllenhaal en 1810.

### Taxinomie
Liste des tribus
- Cerocomini Leach, 1815
- Epicautini
- Eupomphini
- Lyttini
- Meloini
- Mylabrini
- Pyrotini

Genres rencontrés en Europe
- Actenodia Laporte de Castelnau 1840
- Alosimus Mulsant 1857
- Berberomeloe Bologna 1989
- Cabalia Mulsant & Rey 1858
- Croscherichia Pardo Alcaide 1950
- Cerocoma Geoffroy 1762
- Epicauta Dejean 1834
- Hycleus Latreille 1817
- Lagorina Mulsant & Rey 1858
- Lydus Dejean 1821
- Lytta Fabricius 1775
- Meloe Linnaeus 1758
- Muzimes Aksentjev 1988
- Mylabris Fabricius 1775
- Oenas Latreille 1802
- Physomeloe Reitter 1911
- Semenovilia Kuzin 1954
- Teratolytta Semenov 1894
- Trichomeloe Reitter 1911